# یواس‌اس نبراسکا (بی‌بی-۱۴)
یواس‌اس نبراسکا (بی‌بی-۱۴) (به انگلیسی: USS Nebraska (BB-14)) یک کشتی بود که طول آن ۴۴۱ فوت ۳ اینچ (۱۳۴٫۴۹ متر) بود. این کشتی در سال ۱۹۰۴ ساخته شد.